# 四拱桥
四拱桥位于湖南省郴州市汝城县卢阳镇，是横跨浙水河的一座四孔石拱桥，桥全长63米，宽5.6米，高7.4米，每孔跨径均为10.5米。
该桥原名天寿桥，始建于明弘治年间（1488－1505年），原为石墩石梁桥，明嘉靖八年（1529年）改建成石拱桥，清乾隆十四年（1749年）修复。1958年该桥改造为公路桥，连接 324省道。